# SRF Tagesschau

Logo de Tagesschau (SRF).

SRF Tagesschau (literalmente "Vista del día") es el nombre de un informativo de la cadena de televisión pública suiza en lengua alemana Schweizer Radio und Fernsehen (SRF). La edición principal se retransmite a las 19:30; hay otras emisiones a las 13:00, a las 18:00 y en torno a la medianoche ("Tagesschau Nacht") al término de la programación diaria. Además, los sábados, domingos y festivos se televisa poco antes de las 22  otra emisión. Los demás días, ese lugar lo ocupa el programa de actualidad 10vor10. La edición principal tiene normalmente 25 minutos de duración. Tagesschau es una de las pocas producciones regulares de Schweizer Fernsehen que se presentan siempre en Hochdeutsch (alemán estándar).
Todos los programas se retransmiten por SRF 1 y se repiten varias veces por SRF info. En Internet están disponibles las emisiones completas del programa en streaming.
Tagesschau es, junto con el programa de información meteorológica "Meteo", el programa más visto de Schweizer Fernsehen. Se estima que a diario un millón de suizos ven la edición principal del informativo.
Los presentadores actuales de la edición principal de Tagesschau son Katja Stauber, Franz Fischlin, Beatrice Müller y Urs Gredig.